# Como Calcio 2003-2004
Questa voce raccoglie le informazioni riguardanti il Como Calcio nelle competizioni ufficiali della stagione 2003-2004.

## Stagione
Nella stagione 2003-2004 il Como Calcio, retrocesso dalla massima serie, ha disputato il campionato di Serie B, si classifica al 24º ed ultimo posto con 33 punti, venendo retrocesso in Serie C1 2004-2005. Si tratta di un campionato con 24 squadre, e 46 giornate, a seguito del Caso Catania, che ha riammesso tra i cadetti, le retrocesse della stagione scorsa. Il Como allenato dal confermato Eugenio Fascetti raccoglie 19 punti nel girone di andata e 14 nel ritorno. A otto giornate dal termine, al posto di Fascetti viene chiamato Roberto Galia, che nulla può fare per evitare un'altra retrocessione, questa volta in Serie C1. Con 12 reti in 23 partite, il miglior marcatore dei lariani è Marco Carparelli, preso dall'Empoli, nel mercato invernale, tutto il suo bottino segnato nel girone di ritorno. In Coppa Italia la squadra lariana è 4ª classificata nel primo girone eliminatorio con Pro Patria (qualificata pur avendo giocato, e perso, una sola partita), perché il Como con il Cagliari ed il Piacenza non disputano la seconda e terza giornata per protesta, con tutte le squadre di Serie B, per la scelta della federazione, di allargare a 24 squadre il campionato cadetto.

## Organigramma societario
Area direttiva
- Presidente: Enrico Preziosi (fino al 1º ottobre 2003), poi Aleardo Dall'Oglio (dal 1º ottobre 2003).
- Direttore Sportivo: Carmine Gentile

Area tecnica
- Allenatore: Eugenio Fascetti, poi Roberto Galia
- Allenatore in seconda: Roberto Galia
- Coordinatore Preparatori Atletici: Roberto Fiorillo
- Fitness Trainer Assistant: Rocco Manganaro

## Rosa
| N. |                      | Ruolo | Calciatore                  |
| -- | -------------------- | ----- | --------------------------- |
| 1  | Italia (bandiera)    | P     | Fabrizio Ferron             |
| 12 | Rep. Ceca (bandiera) | P     | Milan Zahálka               |
| 22 | Nigeria (bandiera)   | P     | Stefano Olubunmi Layeni     |
| 77 | Argentina (bandiera) | P     | Leonardo Ariel Griffo       |
| 2  | Italia (bandiera)    | D     | Felice Piccolo              |
| 3  | Italia (bandiera)    | D     | Massimo Tarantino           |
| 4  | Italia (bandiera)    | D     | Pasquale Padalino           |
| 6  | Italia (bandiera)    | D     | Niccolò Guzzo               |
| 6  | Italia (bandiera)    | D     | Gianluca Lamacchi           |
| 7  | Italia (bandiera)    | D     | Daniele Gregori             |
| 13 | Croazia (bandiera)   | D     | Stjepan Tomas               |
| 20 | Italia (bandiera)    | D     | Andrea Tarozzi              |
| 29 | Italia (bandiera)    | D     | Stefano Rossini             |
| 31 | Italia (bandiera)    | D     | Cristiano Pavone            |
| 63 | Italia (bandiera)    | D     | Daniele Grassi              |
| 85 | Italia (bandiera)    | D     | Stefano Ferrario            |
| 86 | Italia (bandiera)    | D     | Luca Tino                   |
| 5  | Italia (bandiera)    | C     | Mauro Bressan               |
| 8  | Italia (bandiera)    | C     | Alex Pederzoli              |
| 10 | Italia (bandiera)    | C     | Massimiliano Ferrigno       |
| 14 | Francia (bandiera)   | C     | Cyril Yapi                  |
| 15 | Uruguay (bandiera)   | C     | Nelson Javier Abeijón Pessi |

| N. |                    | Ruolo | Calciatore              |
| -- | ------------------ | ----- | ----------------------- |
| 17 | Italia (bandiera)  | C     | Alfredo Femiano         |
| 18 | Italia (bandiera)  | C     | Mirko Benin             |
| 19 | Italia (bandiera)  | C     | Fabrizio Castelnuovo    |
| 23 | Italia (bandiera)  | C     | Lorenzo Rossetti        |
| 70 | Italia (bandiera)  | C     | Alessandro Colasante    |
| 79 | Italia (bandiera)  | C     | Davide Caremi           |
| 83 | Italia (bandiera)  | C     | Luca Belingheri         |
| 84 | Italia (bandiera)  | C     | Francesco Cigardi       |
| 87 | Italia (bandiera)  | C     | Marco Perini            |
| 88 | Italia (bandiera)  | C     | Giancorrado Montoneri   |
| 9  | Italia (bandiera)  | A     | Davide Succi            |
| 11 | Italia (bandiera)  | A     | Nicola Amoruso          |
| 11 | Italia (bandiera)  | A     | Massimo Rastelli        |
| 13 | Italia (bandiera)  | A     | Francesco De Francesco  |
| 16 | Italia (bandiera)  | A     | Vincenzo Chianese       |
| 21 | Italia (bandiera)  | A     | Roberto Massaro         |
| 26 | Nigeria (bandiera) | A     | Stephen Ayodele Makinwa |
| 30 | Italia (bandiera)  | A     | Cristian Bertani        |
| 32 | Italia (bandiera)  | A     | Giuseppe Greco          |
| 59 | Italia (bandiera)  | A     | Cataldo Graziano        |
| 73 | Italia (bandiera)  | A     | Stefano Ghirardello     |
| 76 | Italia (bandiera)  | A     | Marco Carparelli        |

## Calciomercato

### Sessione estiva
| Acquisti | Acquisti               | Acquisti | Acquisti      |
| R.       | Nome                   | da       | Modalità      |
| -------- | ---------------------- | -------- | ------------- |
| P        | Leonardo Griffo        | Almagro  | -             |
| D        | Gianluca Lamacchi      | Genoa    | prestito      |
| D        | Cristiano Pavone       | Crotone  | definitivo    |
| D        | Felice Piccolo         | Juventus | prestito      |
| D        | Stefano Rossini        | Genoa    | definitivo    |
| C        | Nelson Abeijón         | Cagliari | prestito      |
| C        | Mauro Bressan          | Genoa    | definitivo    |
| C        | Alfredo Femiano        | Lucchese | definitivo    |
| C        | Nikola Lazetić         | Lazio    | fine prestito |
| C        | Lorenzo Rossetti       | Padova   | -             |
| A        | Cristian Bertani       | Venezia  | definitivo    |
| A        | Saša Bjelanović        | Chievo   | fine prestito |
| A        | Vincenzo Chianese      | Treviso  | fine prestito |
| A        | Francesco De Francesco | Genoa    | definitivo    |
| A        | Denis Godeas           | Bari     | fine prestito |
| A        | Stephen Makinwa        | Genoa    | prestito      |
| A        | Roberto Massaro        | Parma    | definitivo    |
| A        | Massimo Rastelli       | Reggina  | definitivo    |
| A        | Davide Succi           | Padova   | -             |

| Cessioni | Cessioni            | Cessioni   | Cessioni      |
| R.       | Nome                | a          | Modalità      |
| -------- | ------------------- | ---------- | ------------- |
| P        | Alex Brunner        | Ternana    | definitivo    |
| D        | Anderson            | Pordenone  | fine prestito |
| D        | Daniele Gregori     | Genoa      | prestito      |
| D        | Juarez              | Bologna    | definitivo    |
| D        | Stjepan Tomas       | Fenerbahçe | definitivo    |
| C        | Riccardo Allegretti | Modena     | definitivo    |
| C        | Jonatan Binotto     | Inter      | fine prestito |
| C        | Benoît Cauet        | Bastia     | definitivo    |
| C        | Nicola Corrent      | Modena     | definitivo    |
| C        | Niccolò Guzzo       | Messina    | definitivo    |
| C        | Nikola Lazetić      | Siena      | prestito      |
| C        | Vedin Musić         | Modena     | definitivo    |
| C        | Fabio Pecchia       | Bologna    | definitivo    |
| C        | Marco Rossi         | Genoa      | prestito      |
| A        | Nicola Amoruso      | Modena     | definitivo    |
| A        | Luigi Anaclerio     | Bari       | fine prestito |
| A        | Saša Bjelanović     | Perugia    | definitivo    |
| A        | Nicola Caccia       | Genoa      | definitivo    |
| A        | Benito Carbone      | Parma      | definitivo    |
| A        | Daniel Fonseca      | -          | fine carriera |
| A        | Denis Godeas        | Triestina  | definitivo    |

### Sessione invernale (gennaio 2004)
| Acquisti | Acquisti             | Acquisti | Acquisti      |
| R.       | Nome                 | da       | Modalità      |
| -------- | -------------------- | -------- | ------------- |
| D        | Daniele Gregori      | Genoa    | fine prestito |
| C        | Alessandro Colasante | Genoa    | definitivo    |
| A        | Stefano Ghirardello  | Genoa    | definitivo    |
| A        | Marco Carparelli     | Empoli   | definitivo    |

| Cessioni | Cessioni         | Cessioni | Cessioni      |
| R.       | Nome             | a        | Modalità      |
| -------- | ---------------- | -------- | ------------- |
| C        | Nelson Abeijón   | Cagliari | fine prestito |
| C        | Alex Pederzoli   | Rimini   | definitivo    |
| A        | Cristian Bertani | Varese   | definitivo    |
| A        | Stephen Makinwa  | Genoa    | fine prestito |
| A        | Davide Succi     | SPAL     | definitivo    |

## Risultati

### Campionato

#### Girone di andata
| Arbitro: | Bergonzi (Genova) |

|                    |           |            |
| Abeijon 10’ (rig.) | Marcatori | 79’ Calaiò |

| Arbitro: | Racalbuto (Gallarate) |

|  |           |             |
|  | Marcatori | 78’ Bressan |

| Arbitro: | Tagliavento (Terni) |

|               |           |                                       |
| Tarantino 72’ | Marcatori | 1’, 55’ Oliveira 21’ Fini 86’ Nygaard |

| Arbitro: | Rizzoli (Bologna) |

|                       |           |  |
| G. Fontana 51’ (rig.) | Marcatori |  |

| Arbitro: | Gabriele (Frosinone) |

|  |           |                            |
|  | Marcatori | 6’ Ferrante 87’ Conticchio |

| Arbitro: | Bergonzi (Genova) |

|                            |           |  |
| Bianco 6’ Gallo 29’ (rig.) | Marcatori |  |

| Arbitro: | Castellani (Verona) |

|                  |           |                          |
| Makinwa 60’, 81’ | Marcatori | 36’ Riccio 45+2’ Lucenti |

| Arbitro: | Gabriele (Frosinone) |

|  |           |                   |
|  | Marcatori | 56’ (rig.) Corini |

| Arbitro: | Cassarà (Palermo) |

|  |           |             |
|  | Marcatori | 8’ Rastelli |

| Arbitro: | M. Mazzoleni (Bergamo) |

|  |           |                             |
|  | Marcatori | 78’ (rig.) Kharja 89’ Frick |

| Arbitro: | Castellani (Verona) |

|                         |           |            |
| Protti 45+4’ Grauso 65’ | Marcatori | 6’ Makinwa |

| Arbitro: | Castellani (Verona) |

|                   |           |  |
| Riganò 39’ (rig.) | Marcatori |  |

| Arbitro: | Pellegrino (Barcellona Pozzo di Gotto) |

|             |           |                            |
| Makinwa 79’ | Marcatori | 9’, 46’ Suazo 90’ Langella |

| Arbitro: | Rocchi (Firenze) |

|                                       |           |             |
| Marcolini 72’ (rig.) Bernardini 90+3’ | Marcatori | 13’ Makinwa |

| Arbitro: | Girardi (San Donà di Piave) |

|              |           |  |
| Chianese 62’ | Marcatori |  |

| Arbitro: | Tagliavento (Terni) |

|                              |           |                         |
| Moscardelli 21’ Pecorari 34’ | Marcatori | 8’ Makinwa 29’ Padalino |

| Arbitro: | Carlucci (Molfetta) |

|              |           |              |
| Rastelli 43’ | Marcatori | 19’ Anderson |

| Avellino 7 dicembre 2003, ore 15:00 18ª giornata | Avellino                    | 0 – 0 | Como | Stadio Partenio\| Arbitro: \| Girardi (San Donà di Piave) \| |
| Arbitro:                                         | Girardi (San Donà di Piave) |       |      |                                                              |

| Arbitro: | Preschern (Mestre) |

|            |           |  |
| Valdes 18’ | Marcatori |  |

| Arbitro: | Brighi (Cesena) |

|              |           |              |
| Rastelli 90’ | Marcatori | 62’ Raimondi |

| Arbitro: | M. Mazzoleni (Bergamo) |

|  |           |                       |
|  | Marcatori | 51’ (rig.) Belingheri |

| Arbitro: | Cassarà (Palermo) |

|             |           |                   |
| Tarozzi 43’ | Marcatori | 62’ (rig.) Parisi |

| Arbitro: | Rocchi (Firenze) |

|                |           |  |
| Mihalcea 90+5’ | Marcatori |  |

#### Girone di ritorno
| Arbitro: | M. Mazzoleni (Bergamo) |

|            |           |                |
| Dicara 37’ | Marcatori | 55’ Carparelli |

| Arbitro: | Rizzoli (Bologna) |

|                     |           |  |
| Carparelli 61’, 80’ | Marcatori |  |

| Catania 8 febbraio 2004, ore 15:00 26ª giornata | Catania             | 0 – 0 | Como | Stadio Angelo Massimino\| Arbitro: \| Tagliavento (Terni) \| |
| Arbitro:                                        | Tagliavento (Terni) |       |      |                                                              |

| Arbitro: | Giannoccaro (Lecce) |

|                             |           |        |
| Rossetti 80’ Carparelli 86’ | Marcatori | 5’ Pià |

| Arbitro: | Rocchi (Firenze) |

|               |           |  |
| Tiribocchi 4’ | Marcatori |  |

| Arbitro: | Romeo (Verona) |

|                                       |           |                |
| Carparelli 26’ Ghirardello 38’ (rig.) | Marcatori | 70’ Varricchio |

| Arbitro: | Cruciani (Pesaro) |

|             |           |                |
| Lucenti 19’ | Marcatori | 66’ Carparelli |

| Arbitro: | Rizzoli (Bologna) |

|                            |           |                  |
| Toni 71’ Corini 89’ (rig.) | Marcatori | 82’ De Francesco |

| Arbitro: | Carlucci (Molfetta) |

|  |           |               |
|  | Marcatori | 57’ Margiotta |

| Terni 18 marzo 2004, ore 20:30 33ª giornata | Ternana            | 0 – 0 | Como | Stadio Libero Liberati\| Arbitro: \| Tombolini (Ancona) \| |
| Arbitro:                                    | Tombolini (Ancona) |       |      |                                                            |

| Arbitro: | Rocchi (Firenze) |

|                                   |           |                                                                 |
| Carparelli 22’, 44’ Tarantino 88’ | Marcatori | 18’ Chiellini 39’, 62’ (rig.), 90+3’ C. Lucarelli 90+1’ Vigiani |

| Arbitro: | Pieri (Genova) |

|  |           |                 |
|  | Marcatori | 21’, 86’ Riganò |

| Arbitro: | Girardi (San Donà di Piave) |

|                                   |           |                     |
| M. Esposito 37’, 65’ Langella 64’ | Marcatori | 30’, 52’ Carparelli |

| Arbitro: | Rizzoli (Bologna) |

|  |           |                                             |
|  | Marcatori | 37’ Gautieri 43’ (rig.) Saudati 78’ Pazzini |

| Arbitro: | Rocchi (Firenze) |

|             |           |  |
| Bogdani 20’ | Marcatori |  |

| Como 24 aprile 2004, ore 20:30 39ª giornata | Como              | 0 – 0 | Triestina | Stadio Giuseppe Sinigaglia\| Arbitro: \| Cruciani (Pesaro) \| |
| Arbitro:                                    | Cruciani (Pesaro) |       |           |                                                               |

| Arbitro: | Nucini (Bergamo) |

|                             |           |                     |
| Biancolino 2’, 25’ Poggi 5’ | Marcatori | 70’ (aut.) Anderson |

| Arbitro: | Giannoccaro (Lecce) |

|  |           |                                        |
|  | Marcatori | 7’ Tisci 90’ Capparella 90+2’ D'Andrea |

| Arbitro: | Bolognino (Milano) |

|                |           |                                     |
| Carparelli 51’ | Marcatori | 14’ De Rosa 36’ Brioschi 85’ Valdes |

| Arbitro: | Rizzoli (Bologna) |

|                                 |           |                       |
| Bonazzi 35’ (rig.) Raimondi 56’ | Marcatori | 40’ (rig.) Carparelli |

| Arbitro: | Palanca (Roma) |

|           |           |                                   |
| Benin 40’ | Marcatori | 29’ Cordone 53’ Foglio 62’ Milito |

| Arbitro: | Collina (Viareggio) |

|                               |           |  |
| Di Napoli 16’, 26’ Parisi 57’ | Marcatori |  |

| Arbitro: | Racalbuto (Gallarate) |

|  |           |                   |
|  | Marcatori | 40’, 62’ Adailton |

### Coppa Italia
| Arbitro: | De Marco (Chiavari) |

|                                         |           |  |
| Tarana 44’ (rig.) Cipriani 90+2’ (rig.) | Marcatori |  |

| 26 agosto 2003 2ª giornata | Como | 0 – 3 tav. Partita non disputata | Pro Patria |  |

| 5 settembre 2003 3ª giornata | Como | – Partita non disputata | Cagliari |  |